# Tin Cup
Tin Cup är en amerikansk romantisk komedi från 1996 i regi av Ron Shelton med Kevin Costner och Rene Russo i huvudrollerna. 

## Handling
Kevin Costner spelar Roy "Tin Cup" McAvoy, en golfspelare som sett sina glansdagar. Roy äger en driving range i västra Texas, och en dag kommer den vackra dr. Molly Griswold (Rene Russo) för att ta en golflektion. Roy faller direkt för Molly. Dessvärre är Molly tillsammans med Roys värsta fiende, David Simms (Don Johnson). För att få Molly bestämmer sig Tin Cup för att försöka kvala in till US Open.

## Om filmen
Filmen är inspelad i Arlington, Houston och Kingwood i Texas, San Francisco i Kalifornien samt Tubac och Tucson i Arizona.
Kevin Costner nominerades till en Golden Globe för sin gestaltning av Roy "Tin Cup" McAvoy.
Filmen hade världspremiär i USA 16 augusti 1996 och Sverigepremiär den 18 oktober samma år.

## Rollista (i urval)
- Kevin Costner - Roy 'Tin Cup' McAvoy
- Rene Russo - Dr. Molly Griswold
- Don Johnson - David Simms
- Cheech Marin - Romeo Posar

I filmen gästspelar även riktiga golfspelare, som Phil Mickelson, Peter Jacobsen, John Mahaffey, Lee Janzen, Micke Bodingh.